# Chamalières
Chamalières är en kommun i departementet Puy-de-Dôme i regionen Auvergne-Rhône-Alpes i centrala Frankrike. Kommunen ligger i kantonen Chamalières som tillhör arrondissementet Clermont-Ferrand. År 2022 hade Chamalières 17 591 invånare.

## Befolkningsutveckling
Antalet invånare i kommunen Chamalières
| Referens: INSEE |

## Sport
Volleybollaget VBC Chamalières kommer från staden.